# Antonio María Zanetti
Antonio Maria Zanetti (Venecia, Italia, 1679 - íd. 1767) fue un artista y grabador italiano. El hijo, también llamado Antonio Maria Zanetti, también fue artista y miembro de la nobleza italiana.

## Biografía
Pertenecía a la nobleza italiana, siendo conde. Fue un promotor del claroscuro en sus grabados, así como de la representación de figuras, temáticas y escenografías clásicas de la Antigua Roma y la Antigua Grecia o bien, de temas religiosos.
Zanetti era un adinerado y conocido veneciano y amigo del pintor Andrea Gerini. Además de pintor fue  proyectista y diseñador oficial en la fábrica de Pietre Dure (el “mosaico florentino supuesto”) en Florencia, desde 1754 hasta su muerte.

## Galería de algunas de sus obras

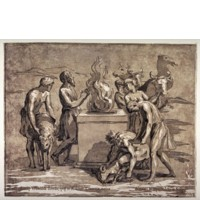
El sacrificio de Noé (1718)  - Museo de Bellas Artes de San Francisco
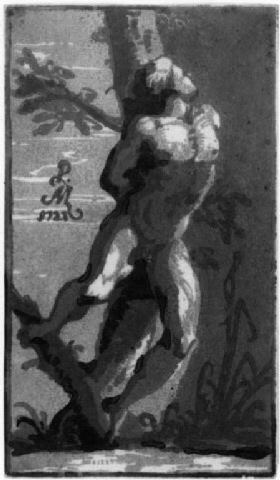
La muerte de Sebastián (1723)  - Museo de Bellas Artes de San Francisco
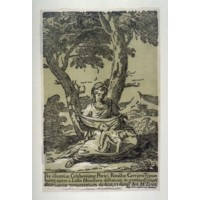
La virgen y el niño (1731)  - Museo de Bellas Artes de San Francisco
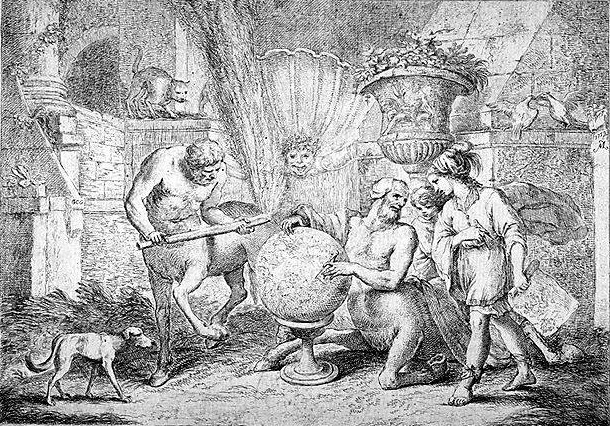
La enseñanza en geografía del joven Aquiles por el centauro Chiron (1752)  - Museo de Bellas Artes de San Francisco